# Palacio Vorontsov
El Palacio de Vorontsov (en ucraniano: Воронцовський палац; en ruso: Воронцовский дворец) a veces también llamado Palacio Alupka es un palacio histórico situado a los pies de las montañas de Crimea, cerca de la ciudad de Alupka en Ucrania, ocupada a Rusia desde 2014. El Palacio Vorontsov es uno de los palacios más grandes y antiguos en Crimea, y es una de las atracciones turísticas más populares de la costa sur de Crimea. 
El palacio fue construido a partir de 1828 hasta 1848 para el príncipe Mijaíl Vorontsov para su uso como residencia de verano personal a un costo de 9.000.000 rublos de plata. Fue diseñado en una interpretación libre del estilo del renacimiento inglés, por el arquitecto inglés Edward Blore y su ayudante William Hunt. Fue alojamiento de Churchill y de la delegación británica, durante su participación en la Conferencia de Yalta.